# Gisela Agneheim
Gisela Dagny Agneheim, född 27 augusti 1961 i Nacka, är en möbelsnickare som startade ett eget snickeri i Västerås och tilldelades Fredrika Bremers BRA-pris 1983 för "inbrytningar på traditionellt manliga yrkesområden".

## Biografi
Agneheim läste konsumtionslinjens textila gren på gymnasiet, som då var den enda gymnasiala utbildningen som fanns för elever med intresse för textil. Hon läste även en specialkurs i inrednings- och möbelsnickeri, samt en kurs i företagsekonomi.
1983 startade hon Snickeri Hammar'n i Västerås, ett företag som fokuserade på möbelsnickeri och möbler på beställning. Samma år fick Agneheim Fredrika Bremer-Förbundets BRA-pris.
1984 deltog Agneheim i nyuppstartade mässan "Kvinnor kan" i Göteborg, som var den första kombinerade idé- och handelsmässan i Sverige. Den hade som mål att stärka kvinnors ställning i näringsliv och samhälle.
1985 vann Agneheim "Unga Initiativ" i Svenska Arbetsgivareföreningens tävling för unga entreprenörer. Samma år mottog hon även IKEAs detaljhandelsstipendium.
1986 deltog Agneheim i handelsmässan "Kvinnor Visar Vägen" i Uppsala.